# Vougrey
Vougrey est une commune française, située dans le département de l'Aube en région Grand Est.

## Géographie
|          |         | Jully-sur-Sarce       |
| Lantages | Vougrey |                       |
|          |         | Villiers-sous-Praslin |

Le village se compose de trois ilots d'habitation : Vougrey proprement dit autour de l'église, les Crots près de la mairie, et la Charmaie, plus au nord.

### Hydrographie
La commune est dans la région hydrographique « la Seine de sa source au confluent de l'Oise (exclu) » au sein du bassin Seine-Normandie. Elle est drainée par le Fossé 01 de Blanchar, le Fossé 01 des Bordes, le ru de Saint-Gengoult et divers autres petits cours d'eau,.

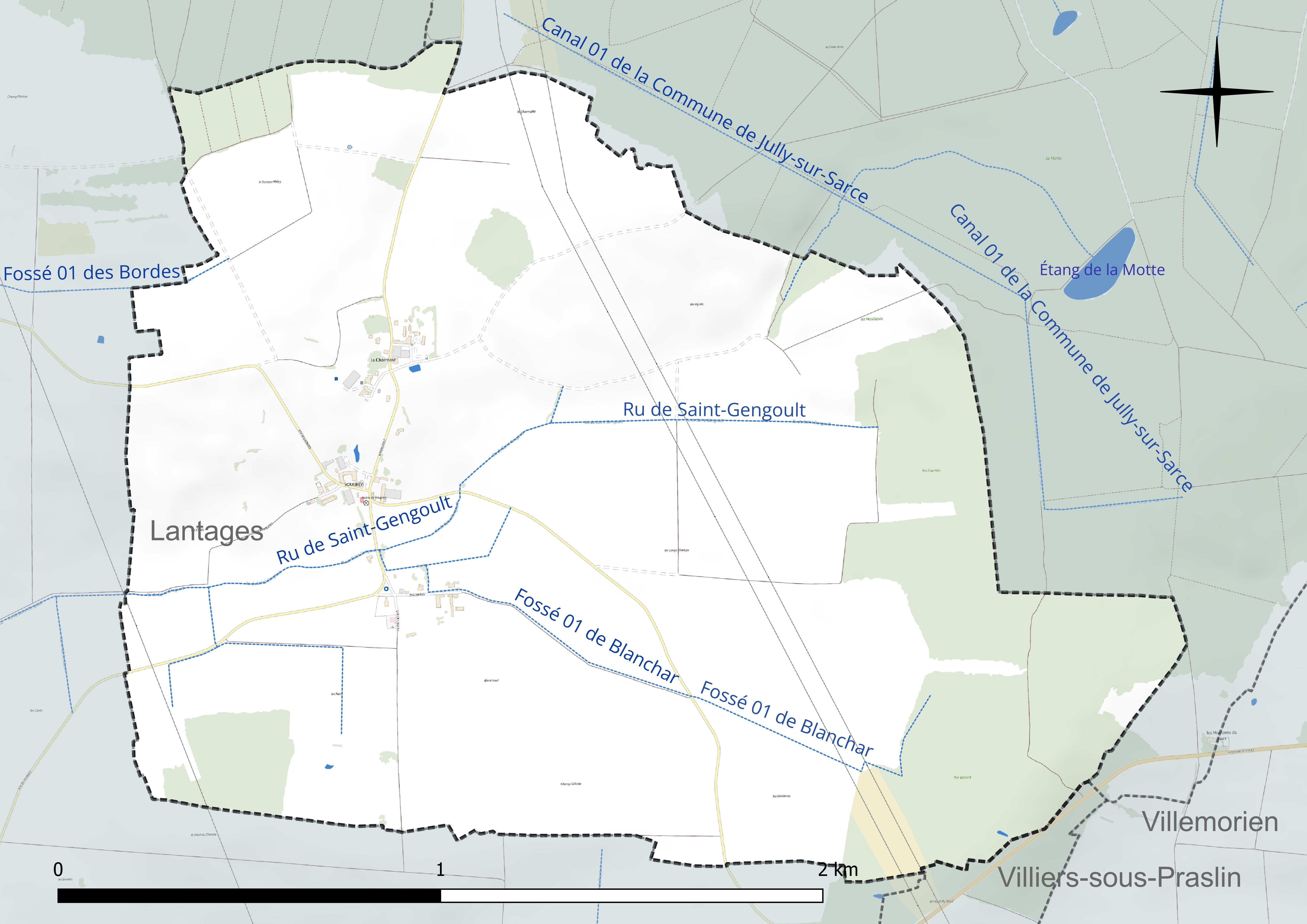
Réseau hydrographique de Vougrey.

### Climat
Pour des articles plus généraux, voir Climat du Grand Est et Climat de l'Aube.
En 2010, le climat de la commune est de type climat océanique dégradé des plaines du Centre et du Nord, selon une étude du Centre national de la recherche scientifique s'appuyant sur une série de données couvrant la période 1971-2000. En 2020, Météo-France publie une typologie des climats de la France métropolitaine dans laquelle la commune est exposée à un climat océanique altéré et est dans la région climatique  Lorraine, plateau de Langres, Morvan, caractérisée par un hiver rude (1,5 °C), des vents modérés et des brouillards fréquents en automne et hiver. 
Pour la période 1971-2000, la température annuelle moyenne est de 10,4 °C, avec une amplitude thermique annuelle de 15,8 °C. Le cumul annuel moyen de précipitations est de 772 mm, avec 12,1 jours de précipitations en janvier et 8,1 jours en juillet. Pour la période 1991-2020, la température moyenne annuelle observée sur la station météorologique de Météo-France la plus proche, « Celles-sur-ource », sur la commune de Celles-sur-Ource à 13 km à vol d'oiseau, est de 11,4 °C et le cumul annuel moyen de précipitations est de 747,2 mm. 
La température maximale relevée sur cette station est de 40,6 °C, atteinte le 25 juillet 2019 ; la température minimale est de −15 °C, atteinte le 1er mars 2005,,. 
Les paramètres climatiques de la commune ont été estimés pour le milieu du siècle (2041-2070) selon différents scénarios d'émission de gaz à effet de serre à partir des nouvelles projections climatiques de référence DRIAS-2020. Ils sont consultables sur un site dédié publié par Météo-France en novembre 2022.

## Urbanisme

### Typologie
Au 1er janvier 2024, Vougrey est catégorisée commune rurale à habitat très dispersé, selon la nouvelle grille communale de densité à 7 niveaux définie par l'Insee en 2022.
Elle est située hors unité urbaine. Par ailleurs la commune fait partie de l'aire d'attraction de Troyes, dont elle est une commune de la couronne,. Cette aire, qui regroupe 209 communes, est catégorisée dans les aires de 200 000 à moins de 700 000 habitants,.

### Occupation des sols
L'occupation des sols de la commune, telle qu'elle ressort de la base de données européenne d’occupation biophysique des sols Corine Land Cover (CLC), est marquée par l'importance des territoires agricoles (85,3 % en 2018), en augmentation par rapport à 1990 (83 %). La répartition détaillée en 2018 est la suivante : 
terres arables (77,2 %), forêts (14,7 %), prairies (8,1 %). L'évolution de l’occupation des sols de la commune et de ses infrastructures peut être observée sur les différentes représentations cartographiques du territoire : la carte de Cassini (XVIIIe siècle), la carte d'état-major (1820-1866) et les cartes ou photos aériennes de l'IGN pour la période actuelle (1950 à aujourd'hui).

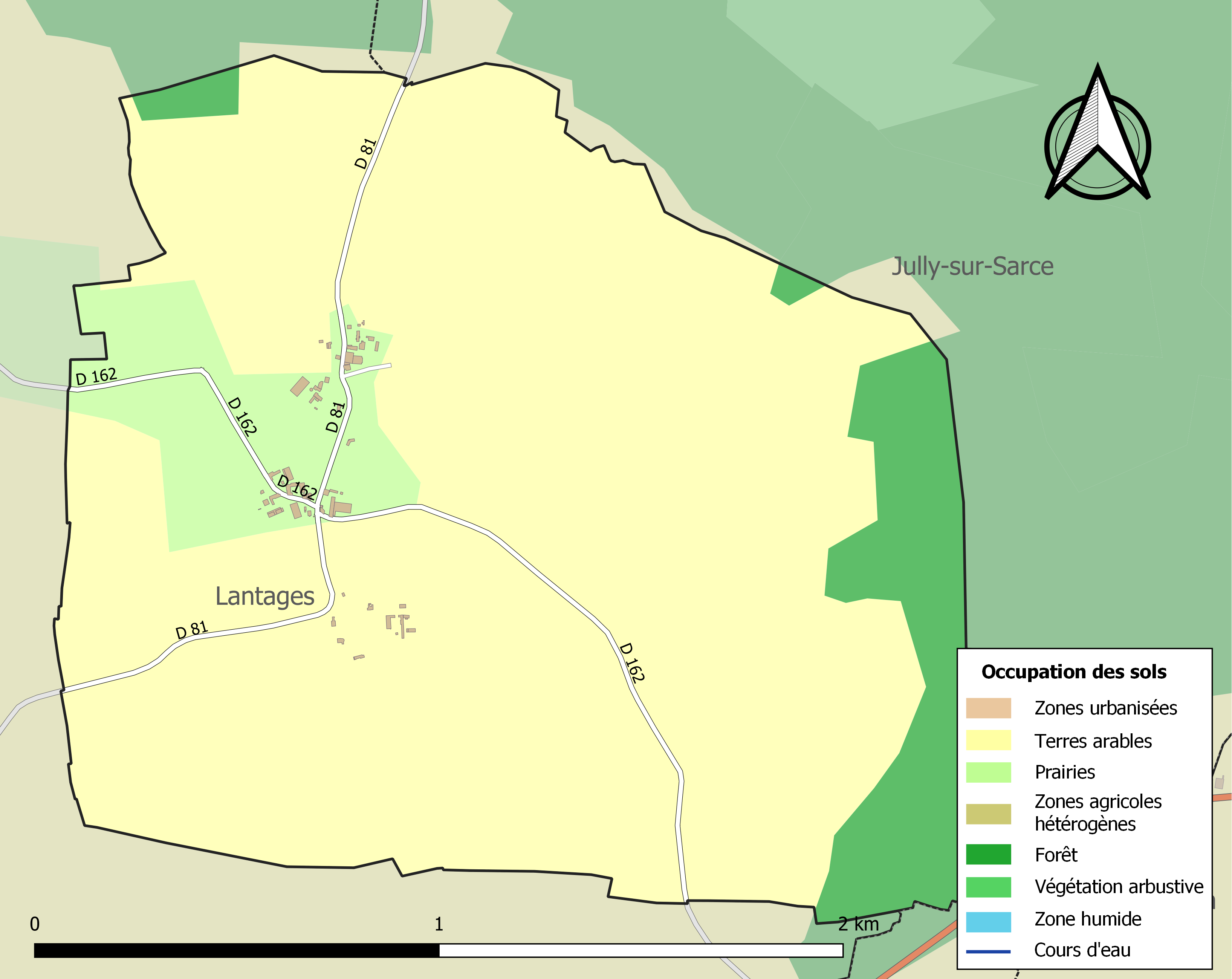
Carte des infrastructures et de l'occupation des sols de la commune en 2018 (CLC).

## Histoire
À la fin du XIXe siècle, la mairie comportait au rez-de-chaussée, une école mixte primaire. Par suite d'un effectif insuffisant, cette école fut fermée dans les années 1930, et rattachée à celle de Lantages.
En 1870, JB Guyot, curé de Vougrey fonda sur la colline entre le village et la route de Chaource à Bar-sur-Seine, un orphelinat agricole sous le vocable de Saint-Joseph-des-Vignes. Cet orphelinat abritait quelques pensionnaires et le brave curé s'évertuait à nourrir comme il le pouvait et souvent bien chichement ses protégés, à tel point qu'il récupérait les têtes de vaches abattues. L'abbé Prud qui vivait avec ses deux sœurs lui succéda : ce fut le dernier curé de Vougrey. À sa mort, vers 1900, l'orphelinat disparut. On pouvait voir encore quelques ruines, dans les années 1940. Il reste comme dernier vestige, une belle statue de saint Joseph accueillant deux enfants, qui se dresse solitaire sur la colline. Malheureusement, en 2009/2010, les deux statues d'orphelins ont été volées.

## Politique et administration
| Période                                  | Période  | Identité    | Étiquette | Qualité  |
| ---------------------------------------- | -------- | ----------- | --------- | -------- |
| mars 2001                                | mai 2020 | Yves Piment | DVD       | Retraité |
| mai 2020                                 | En cours | Yves Martin |           |          |
| Les données manquantes sont à compléter. |          |             |           |          |

## Démographie

### Évolution démographique
L'évolution du nombre d'habitants est connue à travers les recensements de la population effectués dans la commune depuis 1793. Pour les communes de moins de 10 000 habitants, une enquête de recensement portant sur toute la population est réalisée tous les cinq ans, les populations de référence des années intermédiaires étant quant à elles estimées par interpolation ou extrapolation. Pour la commune, le premier recensement exhaustif entrant dans le cadre du nouveau dispositif a été réalisé en 2005.

En 2022, la commune comptait 41 habitants, en évolution de −16,33 % par rapport à 2016 (Aube : +0,7 %, France hors Mayotte : +2,11 %).
| 1793 | 1800 | 1806 | 1821 | 1831 | 1836 | 1841 | 1846 | 1851 |
| ---- | ---- | ---- | ---- | ---- | ---- | ---- | ---- | ---- |
| 130  | 132  | 142  | 108  | 117  | 114  | 127  | 110  | 128  |

| 1856 | 1861 | 1866 | 1872 | 1876 | 1881 | 1886 | 1891 | 1896 |
| ---- | ---- | ---- | ---- | ---- | ---- | ---- | ---- | ---- |
| 125  | 120  | 108  | 97   | 105  | 104  | 101  | 79   | 76   |

| 1901 | 1906 | 1911 | 1921 | 1926 | 1931 | 1936 | 1946 | 1954 |
| ---- | ---- | ---- | ---- | ---- | ---- | ---- | ---- | ---- |
| 73   | 69   | 76   | 62   | 50   | 51   | 50   | 52   | 48   |

| 1962 | 1968 | 1975 | 1982 | 1990 | 1999 | 2005 | 2006 | 2010 |
| ---- | ---- | ---- | ---- | ---- | ---- | ---- | ---- | ---- |
| 46   | 47   | 50   | 41   | 46   | 44   | 52   | 52   | 46   |

| 2015 | 2020 | 2022 | - | - | - | - | - | - |
| ---- | ---- | ---- | - | - | - | - | - | - |
| 50   | 43   | 41   | - | - | - | - | - | - |

### Pyramide des âges
La population de la commune est relativement âgée.
En 2018, le taux de personnes d'un âge inférieur à 30 ans s'élève à 23,2 %, soit en dessous de la moyenne départementale (35,2 %). À l'inverse, le taux de personnes d'âge supérieur à 60 ans est de 30,2 % la même année, alors qu'il est de 27,7 % au niveau départemental.
En 2018, la commune comptait 19 hommes pour 28 femmes, soit un taux de 59,57 % de femmes, largement supérieur au taux départemental (51,41 %).
Les pyramides des âges de la commune et du département s'établissent comme suit.
| Hommes | Classe d’âge | Femmes |
| ------ | ------------ | ------ |
| 0,0    | 90 ou +      | 0,0    |
| 17,6   | 75-89 ans    | 7,7    |
| 23,5   | 60-74 ans    | 15,4   |
| 35,3   | 45-59 ans    | 26,9   |
| 17,6   | 30-44 ans    | 15,4   |
| 5,9    | 15-29 ans    | 15,4   |
| 0,0    | 0-14 ans     | 19,2   |

| Hommes | Classe d’âge | Femmes |
| ------ | ------------ | ------ |
| 0,8    | 90 ou +      | 2,1    |
| 7,4    | 75-89 ans    | 10,2   |
| 17,4   | 60-74 ans    | 18,4   |
| 19,4   | 45-59 ans    | 19     |
| 17,8   | 30-44 ans    | 17,3   |
| 18,3   | 15-29 ans    | 15,9   |
| 19     | 0-14 ans     | 17,1   |

## Lieux et monuments
L'église est placée sous le vocable de l’Assomption de la Vierge. La nef a été construite au XIIe siècle, et le reste est récent.
On remarque au nord de la Charmaie, une statue de Notre-Dame du Chemin. Elle date de 1862.